# 金薩洛馬縣
1°12′S 79°19′W / 1.200°S 79.317°W
金薩洛馬縣（西班牙語：Cantón Quinsaloma），是厄瓜多爾的縣份，位於該國中西部，由洛斯里奧斯省負責管轄，面積280平方公里，海拔高度30米，2001年人口13,150，人口密度每平方公里46.96人。